# Височини України

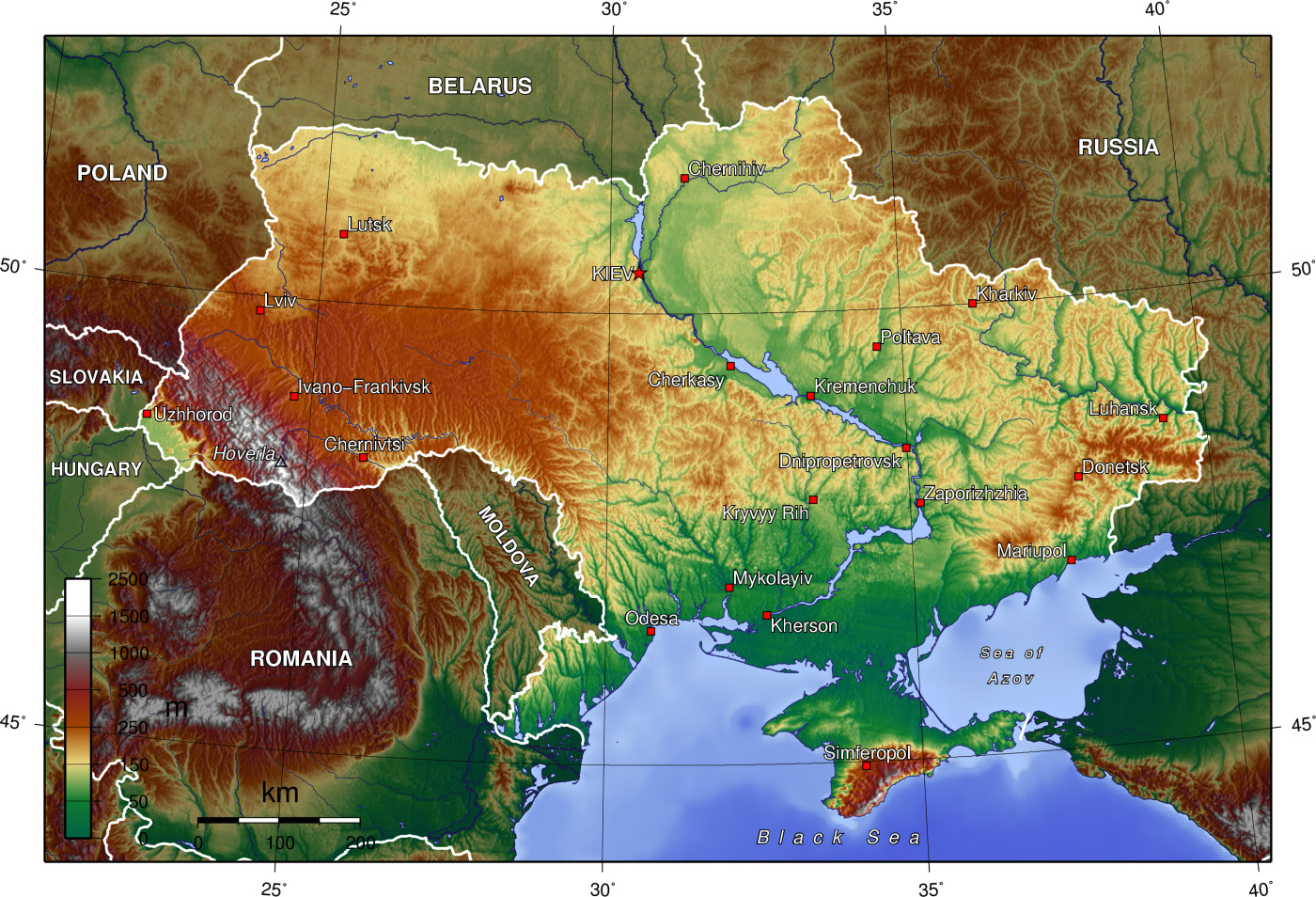
Карта рельєфу України

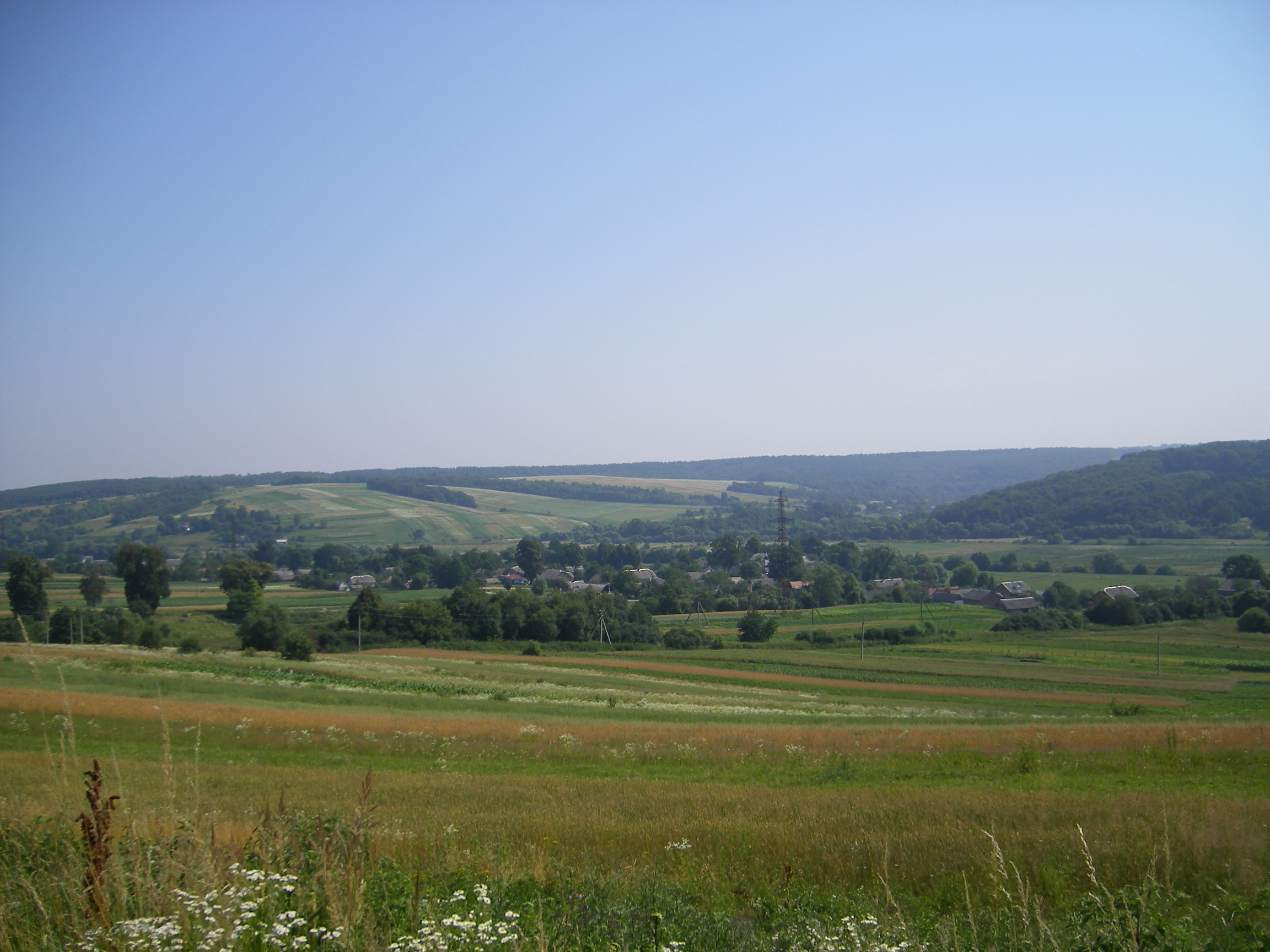
Опілля (частина Подільської височини), Львівська область

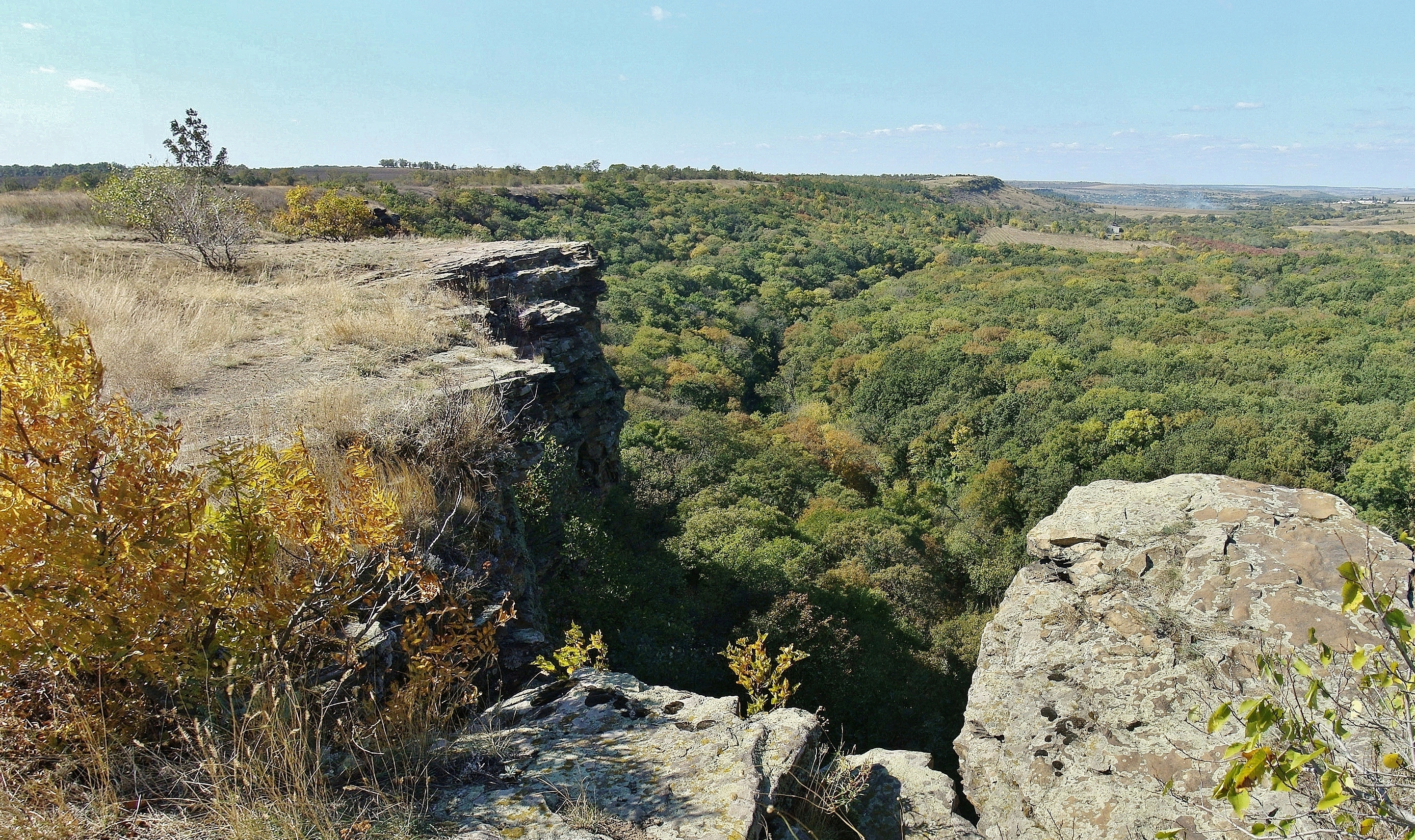
Донецький кряж (частина Донецької височини), Донецька область

Височи́ни Украї́ни займають близько 25 % території країни. Утворення українських височин пов'язане з геологічною будовою і тектонічними рухами земної кори. Наприклад, відноги Середньоросійської височини фіксують виступи кристалічного фундаменту; Донецька височина є залишком мезозойського фундаменту складчастої споруди тієї ж назви. Важливу роль відіграли неотектонічні рухи в межах південного та південно-західного схилу Східно-Європейської платформи, в результаті яких утворилися обернені морфоструктури Волинської височини та Подільської височини, відбулися підняння окремих блоків фундаменту в межах Придніпровської височини та Приазовської височини.
За генезисом в Україні виділяють:
- денудаційні височини — Волинська,
- пластово-денудаційні — Середньоруська,
- структурно-денудаційні — Приазовська,
- цокольні — Донецька.

## Найвищі вершини височин України
- Берда (515 м) — Хотинська височина
- Камула (471 м) — Гологори
- Високий Камінь (440 м) — Вороняки
- Крайній Камінь (431 м) — Товтри
- Драбаниха (408 м) — Кременецькі гори
- Булава (395 м) — Розточчя
- Могила Мечетна (367 м) — Донецький кряж
- Хохлиця (361 м) — Волинська височина
- Бельмак-Могила (324 м) — Приазовська височина
- (323 м) — Придніпровська височина
- (321,4 м) — Словечансько-Овруцький кряж
- (222 м) на теренах України — Середньоруська височина
- (178,4 м) — Тарханкутська височина